# Горне Наштиці
Горне́ Наштице — село в окрузі Бановці-над-Бебравою Банськобистрицького краю Словаччини. Станом на грудень 2015 року в селі проживало 434 людей.

## Населення
| Рік:            | 1994. | 2004.   | 2014.   | 2024.    |
| --------------- | ----- | ------- | ------- | -------- |
| Кількість осіб: | 458   | 418     | 430     | 529      |
| Різниця:        |       | -8,73 % | +2,87 % | +23,02 % |

| Рік:            | 2023. | 2024.   |
| --------------- | ----- | ------- |
| Кількість осіб: | 521   | 529     |
| Різниця:        |       | +1,53 % |